# Vademecum

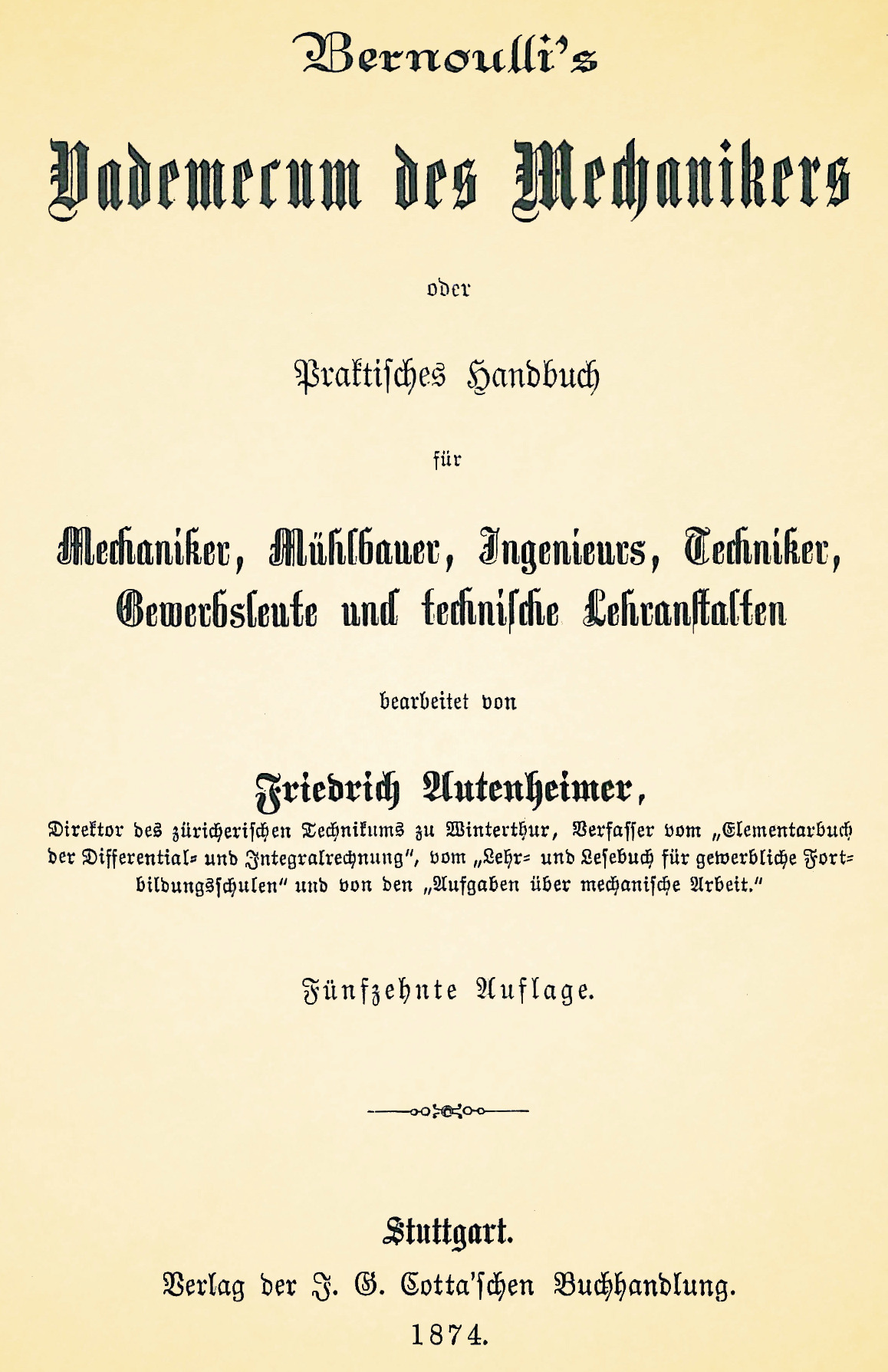
Bernoulliho Vademecum des Mechanikers, 15. vydání, vydané ve Stuttgartu v roce 1874.

Vademecum (z lat. „vade mecum“, což česky znamená „pojď se mnou“, v přeneseném významu „podám ti ruku“) je příručka nebo formulář obsahující nejdůležitější pojmy z obecně vědeckého, technického nebo uměleckého oboru.
Vademecum je tedy sborník informací týkajících se určitého oboru nebo techniky. Je navržen tak, aby poskytoval rychlé a stručné odpovědi na určité téma.